# بيز ستارليكس
بيز ستارليكس (بالإنجليزية: Piz Starlex)‏ هو أحد جبال سلسلة جبال الألب سيسفيينا ويقع في كانتون غراوبوندن في سويسرا. يحتل المرتبة رقم 182 في قائمة جبال سويسرا من حيث الارتفاع، إذ يبلغ ارتفاعه حوالي 3075 متر، بينما يبلغ ارتفاع نتوء الجبل 779 متر.